# Política del Sol

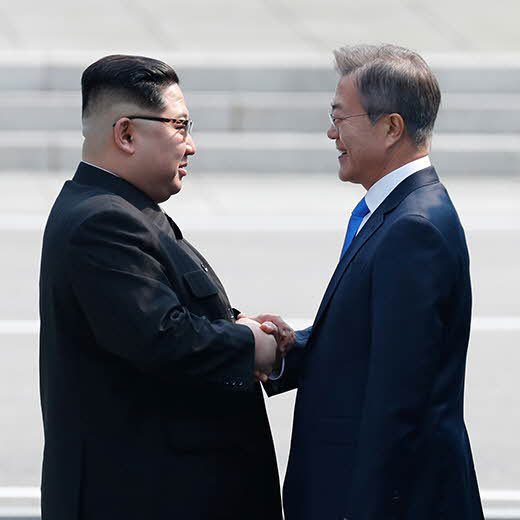
Kim Jong Un, Presidente norcoreano, y Moon Jae-In, Presidente surcoreano, dándose la mano durante la Cumbre intercoreana de abril de 2018.

La Política del Sol, (en coreano: 햇볕정책, romanizado: Haetbyeotjeongchae) oficialmente Política de Reconciliación y Cooperación con el Norte, (en coreano: 대북화해협력정책, romanizado: Daebuk Hwahae Hyeopryeokjeongchae) también conocida como Política operativa para el Norte y Política de acogida (en coreano: 포용정책, romanizado: Poyongjeongchae), fue la política exterior de Corea del Sur hacia Corea del Norte desde 1998, hasta la elección de Lee Myung-bak a la presidencia en el año 2007.
Desde su articulación por el presidente Kim Dae-jung, la política se tradujo en un mayor contacto político entre los dos Estados y algunos momentos históricos en las relaciones entre las dos Coreas; las dos reuniones en la cumbre de Corea en Pionyang (junio de 2000 y octubre de 2007) que puso la primera piedra, varias empresas de negocio de alto perfil, y reuniones de familiares separados.
En el año 2000, Kim Dae-jung fue galardonado con el Premio Nobel de la Paz por su exitosa implementación de la Política del Sol.